# Traffic (videogioco)
Traffic è un videogioco sviluppato da Andromeda Software e commercializzato da Quicksilva nel 1984 per Commodore 64 e successivamente convertito per Amstrad CPC e MSX.

## Modalità di gioco
Il giocatore impersona un vigile addetto alla regolamentazione del traffico in una piccola porzione della città di Londra, mostrata con visuale dall'alto, attraverso il comando dei semafori presenti agli incroci delle strade. Tramite il joystick si sposta un cursore da un semaforo all'altro e con la pressione del pulsante lo si fa commutare.
Scopo del gioco è quello di evitare il congestionamento del traffico (costituito da automobili, autobus e motocicli). Per proseguire al livello successivo è necessario che un determinato numero di automezzi attraversi il quartiere della città, inoltre non si devono formare code ai semafori che fuoriescano dalla schermata: se si supera un certo numero di autovetture il gioco ha termine. Si susseguono quattro livelli di crescente difficoltà per intensità di traffico e con conformazione diversa delle strade.